# Electric Cloud
Electric Cloud Inc. – przedsiębiorstwo informatyczne specjalizujące się w tworzeniu oprogramowania przyspieszającego proces kompilacji poprzez rozproszenie procesu na klastrze komputerowym.
Electric Cloud zostało założone w 2002 przez Johna Ousterhouta i Johna Graham-Cumminga.